# 幸福水泥
幸福水泥股份有限公司（Lucky Cement Co., Ltd），為台灣水泥企業，由陳兩傳於1974年創立，產品主要以水泥和石材兩大類為主。總部位於台北市。

## 重大沿革
- 1974年：陳兩傳創立幸福水泥。
- 1979年：東澳廠建廠。
- 1996年：東澳廠及埔心廠取得ISO 9002認證。
- 1996年：爐石粉產品正式上市。
- 2006年：砂石產品正式上市。

## 主要產品
- 水泥及爐石粉
- 石材

## 體育參與
- 幸福水泥籃球隊[1]

## 外部連結
- 幸福水泥 （页面存档备份，存于）